# Adama (ville de la Bible)
Pour les articles homonymes, voir Adama.
Adama fut l'une des cinq villes du Pentapole de Palestine avec Sodome, Gomorrhe, Seboïm et Ségor. Elle fut détruite avec elles.